# 피아노를 위한 미완성 희곡
피아노를 위한 미완성 희곡(러시아어: Неоконченная пьеса для механического пианино, Unfinished Piece For A Mecanical Piano)은에서 제작된 니키타 미할코프 감독의 1977년 드라마 영화이다. 옐레나 솔로베이 등이 주연으로 출연하였다.

## 출연

### 주연
- 옐레나 솔로베이
- 예브게니야 글루쉔코

### 조연
- 유리 보가티리오브
- 올레그 타바코브
- 니키타 미할코프
- 아나톨리 로마신

## 제작진
- 원작자: 안톤 체호프